# Euxinográd palota
Az Euxinográd palota Várnától 8 kilométerre fekszik; stílusa a francia kastélyokra emlékeztet. Az épület elődje egy kolostor volt, ezt I. Ferdinánd bolgár cár építtette át, így kapta mai formáját. Kertje mind az angol, mind a francia kertépítészeti stílus jegyeit magán viseli.
A palota rendkívül fontos helyszíne a bolgár történelemnek: itt kiáltották ki ugyanis az egyesített Bulgáriát 1885-ben. Az Oszmán Birodalomból kivált Kelet-ruméliai autonóm régió egyesült a Bolgár Fejedelemséggel.